# The Polyphonic Spree

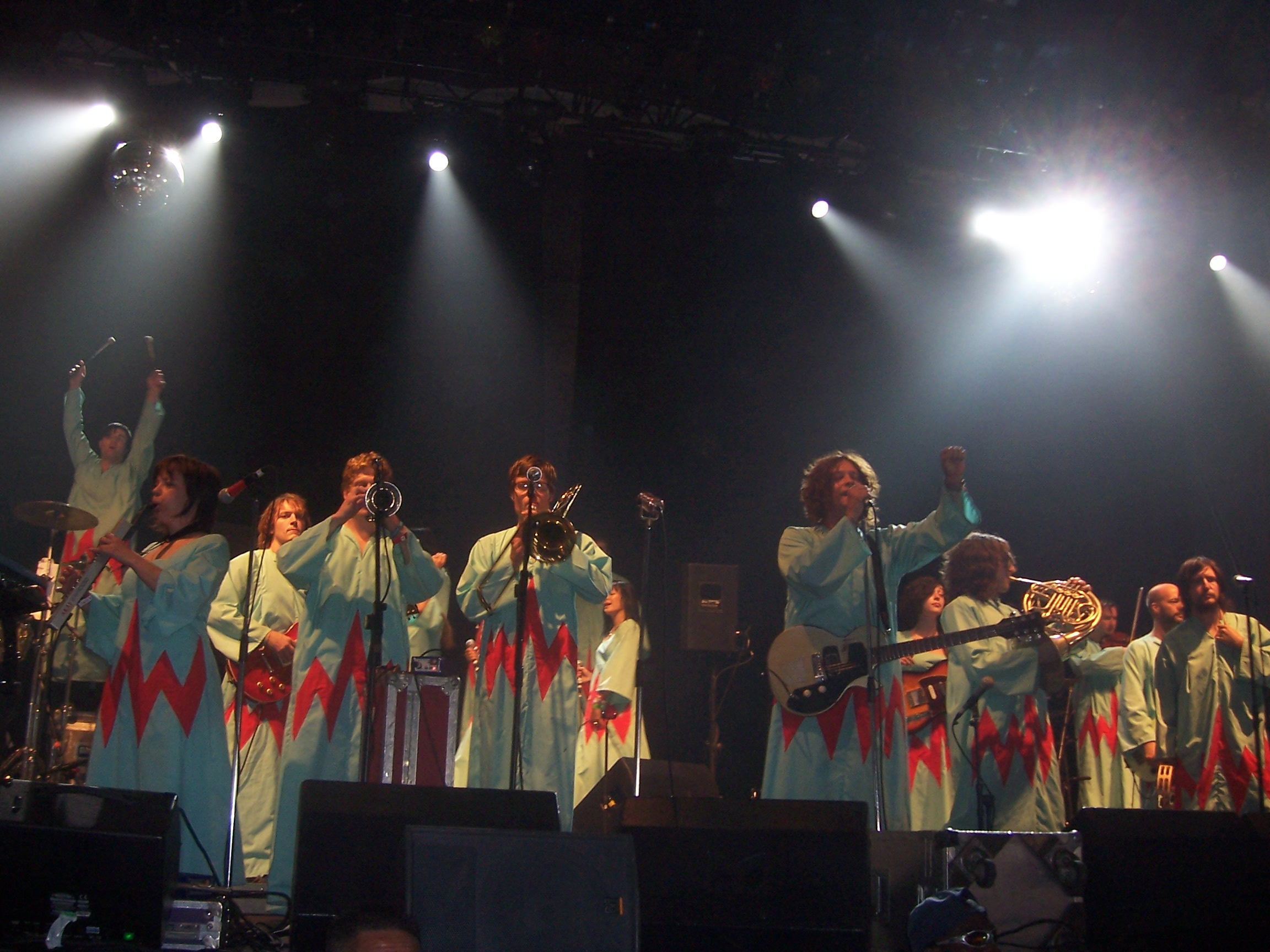
Bei einem Festivalauftritt 2005

The Polyphonic Spree ist eine US-amerikanische Musikgruppe aus Dallas/Texas.

## Geschichte
Die Band wurde im Jahr 2000 von dem Songwriter Tim DeLaughter gegründet, nachdem sich dessen Band Tripping Daisy wegen des Drogentods ihres Gitarristen Wes Berggren aufgelöst hatte. Als zweite Songwriterin stieß Julie Doyle zu den „Sprees“. Ferner gehörten die ehemaligen Tripping-Daisy-Bandkollegen Mark Pirro und Bryan Wakeland zur Erstbesetzung.
Gegenwärtig zählt die Gruppe 24 Mitglieder – Rockinstrumentalisten, Bläser, Streicher, Keyboarder, Lead- und Chorsänger. Die beiden ersten Alben The Beginning Stages of...  und Together We're Heavy fanden in den USA ein geteiltes Echo. Irritierend wirkte, dass The Polyphonic Spree sich in wallenden weißen oder roten Gewändern präsentierten, wohinter manche eine Sekte vermuteten. Mit ihrem dritten Album The Fragile Army (2007) veränderte die Gruppe auch ihr Aussehen: Schwarze Uniformen mit roten Kreuz- und Herzaufnähern (angeblich Friedensembleme) sowie einer goldenen Anstecknadel mit dem jeweiligen Namen des Bandmitglieds. Der Albumtitel stammt von dem Regisseur Mike Mills, für den DeLaughter in Berlin den Soundtrack zum Independentfilm Thumbsucker geschrieben hatte. Bei der Einspielung der zwölf Songs wirkte auch David Bowies Keyboarder Mike Garson mit. Bowie hatte Polyphonic Spree bereits 2002 zum Meltdown Festival nach Großbritannien eingeladen. Songs von The Polyphonic Spree fanden unter anderem Verwendung in Michel Gondrys Film Vergiss mein nicht!, Leander Haußmanns Filmkomödie NVA (2005) sowie in einem Volkswagen-Werbespot.
Die Band tritt auch in einer Folge der US-Erfolgsserie Scrubs – Die Anfänger auf, in der sie ihr Lied „Light and Day“ präsentieren (Staffel 3, Folge 19: „Meine kniffligste Entscheidung“/„My choosiest choice of all“). Einen weiteren Gastauftritt hatten sie in der US-Serie Las Vegas, bei der sie im Casino des Montecito musizieren.

## Diskografie

### Alben
| Jahr | Titel                      | Höchstplatzierung, Gesamtwochen, AuszeichnungChartplatzierungen (Jahr, Titel, Platzierungen, Wochen, Auszeichnungen, Anmerkungen) | Höchstplatzierung, Gesamtwochen, AuszeichnungChartplatzierungen (Jahr, Titel, Platzierungen, Wochen, Auszeichnungen, Anmerkungen) | Anmerkungen |
| Jahr | Titel                      | UK | US | Anmerkungen |
| ---- | -------------------------- | --- | --- | ----------- |
| 2000 | The Beginning Stages of... | UK70 Silber · (6 Wo.)UK | — |             |
| 2004 | Together We’re Heavy       | UK61 (1 Wo.)UK | US121 (1 Wo.)US |             |
| 2007 | The Fragile Army           | — | US113 (1 Wo.)US |             |

Weitere Alben
- 2005: Thumbsucker, O.S.T.
- 2012: Holidaydream: Sounds of the Holidays, Vol. One
- 2013: Yes, It‘s True
- 2014: Psychphonic

### EPs
- 2002: Soldier Girl EP
- 2003: Light & Day EP
- 2006: Wait EP

### Singles
| Jahr | Titel Album                               | Höchstplatzierung, Gesamtwochen, AuszeichnungChartsChartplatzierungen (Jahr, Titel, Album, Platzierungen, Wochen, Auszeichnungen, Anmerkungen) | Anmerkungen |
| Jahr | Titel Album                               | UK | Anmerkungen |
| ---- | ----------------------------------------- | --- | ----------- |
| 2002 | Hanging Around The Beginning Stages of... | UK39 (2 Wo.)UK |             |
| 2003 | Light and Day The Beginning Stages of...  | UK40 (2 Wo.)UK |             |
| 2003 | Soldier Girl The Beginning Stages of...   | UK26 (2 Wo.)UK |             |
| 2004 | Hold Me Now Together We’re Heavy          | UK72 (1 Wo.)UK |             |
| 2004 | Two Thousand Places Together We’re Heavy  | UK76 (1 Wo.)UK |             |

Weitere Alben
- 2003: The March (gemeinsam mit Grandaddy)
- 2007: Running Away
- 2007: We Crawl
- 2011: Bullseye
- 2011: It’s Christmas
- 2012: What Would You Do?
- 2013: You Don’t Know Me

### Videoalben
- 2004: Live From Austin, TX: The Polyphonic Spree
- 2006: Coachella
- 2007: SXSW Live 2007 DVD
- 2013: You + Me - Live in NYC